# Булавинська селищна рада
Булавинська селищна рада — орган місцевого самоврядування у Бахмутському районі Донецької області. Адміністративний центр — селище міського типу Булавинське.

## Історія
11 грудня 2014 року Верховна Рада України збільшила територію Бахмутського району у тому числі за рахунок передачі до його складу 729 гектарів земель Булавинської селищної ради Єнакієвської міської ради (у тому числі території селища міського типу Булавинське, селища міського типу Олександрівське, селища міського типу Оленівка, селища міського типу Прибережне).

## Населені пункти
Селищній раді підпорядковані населені пункти:
- смт Булавинське
- смт Олександрівське
- смт Оленівка
- смт Прибережне

## Склад ради
Рада складається з 30 депутатів та голови.

### Депутати
За результатами місцевих виборів 2010 року депутатами ради стали:

#### За суб'єктами висування
| Суб'єкт висування           | Кількість обраних депутатів | %   |
| --------------------------- | --------------------------- | --- |
| Партія регіонів             | 27                          | 90  |
| Комуністична партія України | 2                           | 6,7 |
| Самовисування               | 1                           | 3,3 |

#### За округами
| № округу                    | Прізвище, ім'я, по батькові         | Дата визнання обраним | Освіта                    | Партійна приналежність | Відомості про обраного депутата                                                             |
| --------------------------- | ----------------------------------- | --------------------- | ------------------------- | ---------------------- | ------------------------------------------------------------------------------------------- |
| Комуністична партія України |                                     |                       |                           |                        |                                                                                             |
| 18                          | Сивкова Марина Геннадіївна          | 03.11.2010            | Освіта вища               | позапартійна           | Єнакієвське управління водопроводно-каналізаційного господарства, машиніст насосной станції |
| 25                          | Лаушкіна Валентина Петрівна         | 03.11.2010            | Освіта середня            | позапартійна           | пенсіонер                                                                                   |
| Партія регіонів             |                                     |                       |                           |                        |                                                                                             |
| 1                           | Чеботарьова Лариса Леонідівна       | 03.11.2010            | Освіта вища               | член Партії регіонів   | СП "шахта Булавинська"ДП «Орджонікідзевугілля», заступник головного бухгалтера              |
| 2                           | Касьяненко Юрій Андрійович          | 03.11.2010            | Освіта вища               | член Партії регіонів   | СП "шахта Булавинська"ДП «Орджонікідзевугілля», начальник дільниці                          |
| 3                           | Болотова Олеся Михайлівна           | 03.11.2010            | Освіта вища               | член Партії регіонів   | СП "шахта Булавинська"ДП «Орджонікідзевугілля», економіст                                   |
| 4                           | Балабаєва Надія Дмитріївна          | 03.11.2010            | Освіта вища               | член Партії регіонів   | Пожежна частина № 108 м. Єнакієве, начальник                                                |
| 5                           | Компанієць Ірина Миколаївна         | 03.11.2010            | Освіта вища               | член Партії регіонів   | Виконком Булавинської селищної ради, спеціаліст ІІ категорії                                |
| 6                           | Зінченко Наталя Євгенівна           | 03.11.2010            | Освіта вища               | член Партії регіонів   | СП "шахта Булавинська"ДП «Орджонікідзевугілля», машиніст конвейеру                          |
| 7                           | Міндоліна Ганна Іванівна            | 03.11.2010            | Освіта середня            | член Партії регіонів   | СП "шахта Булавинська"ДП «Орджонікідзевугілля», диспетчер                                   |
| 8                           | Сільченкова Людмила Володимирівна   | 03.11.2010            | Освіта середня            | член Партії регіонів   | СП "шахта Булавинська"ДП «Орджонікідзевугілля», бухгалтер                                   |
| 9                           | Лашкін Олександр Сергійович         | 03.11.2010            | Освіта вища               | позапартійний          | приватний підприємець                                                                       |
| 10                          | Калініченко Надія Миколаївна        | 03.11.2010            | Освіта середня            | член Партії регіонів   | СП "шахта Булавинська"ДП «Орджонікідзевугілля», машиніст                                    |
| 11                          | Ситник Наталя Григорівна            | 03.11.2010            | Освіта вища               | член Партії регіонів   | філіал № 14 Єнакієвської центральної бібліотечної системи, бібліотекар                      |
| 12                          | Карпушкіна Олена Єгорівна           | 03.11.2010            | Освіта вища               | член Партії регіонів   | навчально-виховний комплекс № 10, вчитель                                                   |
| 13                          | Богачова Оксана Володимирівна       | 03.11.2010            | Освіта вища               | член Партії регіонів   | клуб шахти «Булавинська», директор                                                          |
| 14                          | Сухін Микола Володимирович          | 03.11.2010            | Освіта вища               | член Партії регіонів   | Єнакіївський міський водоканал, начальник дільниці                                          |
| 15                          | Николенко Анатолій Андрійович       | 03.11.2010            | Освіта середня            | член Партії регіонів   | СП "шахта Булавинська"ДП «Орджонікідзевугілля», слюсар механічного цеху                     |
| 16                          | Середа Олена Вікторівна             | 03.11.2010            | Освіта вища               | член Партії регіонів   | навчально-виховний комплекс № 10, вчитель                                                   |
| 17                          | Лавриненкова Світлана Михайлівна    | 03.11.2010            | Освіта вища               | позапартійна           | Виконком Булавинської селищної ради, спеціаліст ІІ категорії                                |
| 19                          | Мордасов Едуард Віталійович         | 03.11.2010            | Освіта вища               | член Партії регіонів   | рятувальний загін № 5, заступник командира                                                  |
| 20                          | Гончарова Ольга Йосипівна           | 03.11.2010            | Освіта вища               | член Партії регіонів   | навчально-виховний комплекс № 14, вчитель                                                   |
| 21                          | Головач Людмила Олександрівна       | 03.11.2010            | Освіта вища               | позапартійна           | приватний підприємець                                                                       |
| 22                          | Сагдієв Ільдар Хатипович            | 03.11.2010            | Освіта середня спеціальна | член Партії регіонів   | СП "шахта Булавинська"дп «Орджонікідзевугілля», гірник                                      |
| 23                          | Паршин Олександр Геннадійович       | 03.11.2010            | Освіта середня            | член Партії регіонів   | пенсіонер                                                                                   |
| 24                          | Гончарова Лариса Володимирівна      | 03.11.2010            | Освіта середня спеціальна | член Партії регіонів   | станція швидкої медичної допомоги м. Єнакієве, фельдшер                                     |
| 26                          | Кириллова Тетяна Володимирівна      | 03.11.2010            | Освіта вища               | член Партії регіонів   | навчально-виховний комплекс № 10, вчитель                                                   |
| 28                          | Жила Ніна Леонідівна                | 03.11.2010            | Освіта вища               | член Партії регіонів   | СП "шахта Булавинська"ДП «Орджонікідзевугілля», начальник відділу маркетингу та збуту       |
| 29                          | Яцуненко Валентина Володимирівна    | 03.11.2010            | Освіта вища               | позапартійна           | тимчасово не працює                                                                         |
| 30                          | Понєдельніков Валерій Володимирович | 03.11.2010            | Освіта середня            | позапартійний          | СП "шахта Булавинська"ДП «Орджонікідзевугілля», гірничий робочий                            |
| Самовисування               |                                     |                       |                           |                        |                                                                                             |
| 27                          | Григор'єв Олександр Олександрович   | 03.11.2010            | Освіта вища               | позапартійний          | Фірма «Атол», налагоджувальник                                                              |